# Goldstraße 7 (Quedlinburg)

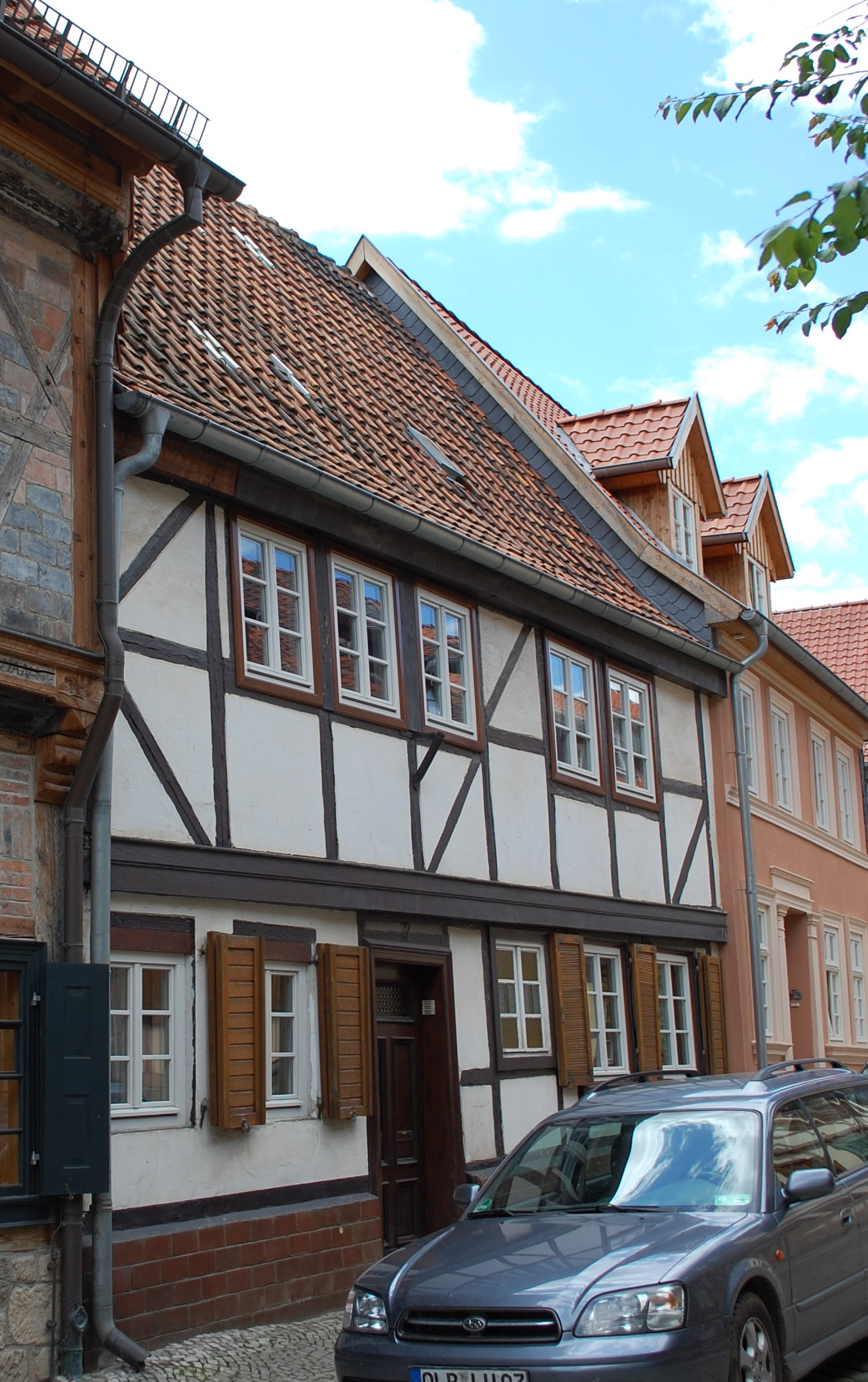
Goldstraße 7

Das Haus Goldstraße 7 ist ein denkmalgeschütztes Gebäude in Quedlinburg in Sachsen-Anhalt. Es gehört zum UNESCO-Weltkulturerbe.

## Lage
Das im Quedlinburger Denkmalverzeichnis eingetragene Haus befindet sich im nördlichen Teil der Quedlinburger Altstadt auf der Südseite der Goldstraße. An der Westseite grenzt das gleichfalls denkmalgeschützte Haus Goldstraße 8, östlich das Goldstraße 6 an.

## Architektur und Geschichte
Das in Fachwerkbauweise errichtete Wohnhaus entstand um 1680. Die Fachwerkfassade wird durch Fachwerkstreben gegliedert. Das Türgewände ist profiliert.